# Uranus
Uranus este a șaptea planetă de la Soare. Numele său este o referință la zeul grec al cerului, Uranus, care, conform mitologiei grecești, a fost bunicul lui Zeus (Jupiter) și tatăl lui Cronos (Saturn). Este a treia planetă ca mărime și a patra ca masivitate din Sistemul Solar. Uranus are o compoziție similară cu Neptun și ambele au compoziții chimice diferite de cele ale celor mai mari giganți gazoși: Jupiter și Saturn. Din acest motiv, oamenii de știință clasifică adesea Uranus și Neptun ca „giganți de gheață” pentru a-i deosebi de ceilalți giganți gazoși.
Atmosfera lui Uranus, deși este similară cu cea a lui Jupiter și a lui Saturn în compoziția sa primară de hidrogen și heliu, conține mai multă „gheață” cum ar fi apă, amoniac și metan, precum și urme de alte hidrocarburi. Are cea mai rece atmosferă planetară din Sistemul Solar, cu o temperatură minimă de 49 K (−224 °C).  Uranus are o structură complexă de nori stratificați și se crede că apa formează cei mai mici nori, iar metanul stratul superior de nori. Interiorul lui Uranus este compus în principal din gheață și rocă.
La fel ca celelalte planete gigant, Uranus are un sistem de inele, o magnetosferă și numeroși sateliți. Sistemul uranian are o configurație unică, deoarece axa sa de rotație este înclinată lateral, aproape în planul orbitei sale solare. Prin urmare, polii săi nordici și sudici se află acolo unde majoritatea celorlalte planete își au ecuatorul. În 1986, imaginile de la Voyager 2 au arătat-o pe Uranus ca pe o planetă aproape fără caracteristici în lumină vizibilă, fără benzile de nori sau furtuni asociate cu celelalte planete gigantice. Voyager 2 rămâne singura navă spațială care a vizitat planeta. Observațiile de pe Pământ au arătat schimbări sezoniere și o creștere a activității meteo pe măsură ce Uranus s-a apropiat de echinocțiul său în 2007. Viteza vântului poate ajunge la 250 m/s (900 km/h).

## Istoric
La fel ca planetele clasice, Uranus este vizibilă cu ochiul liber în condiții de vizionare bune, dar nu a fost recunoscută ca planetă de astronomii antici din cauza slabei sale strălucirii și a orbitei lente. William Herschel a observat-o pentru prima dată la 13 martie 1781, ducând la descoperirea sa ca planetă, extinzând limitele cunoscute ale Sistemului Solar pentru prima dată în istorie și făcând din Uranus prima planetă clasificată ca atare cu ajutorul unui telescop.

### Descoperire

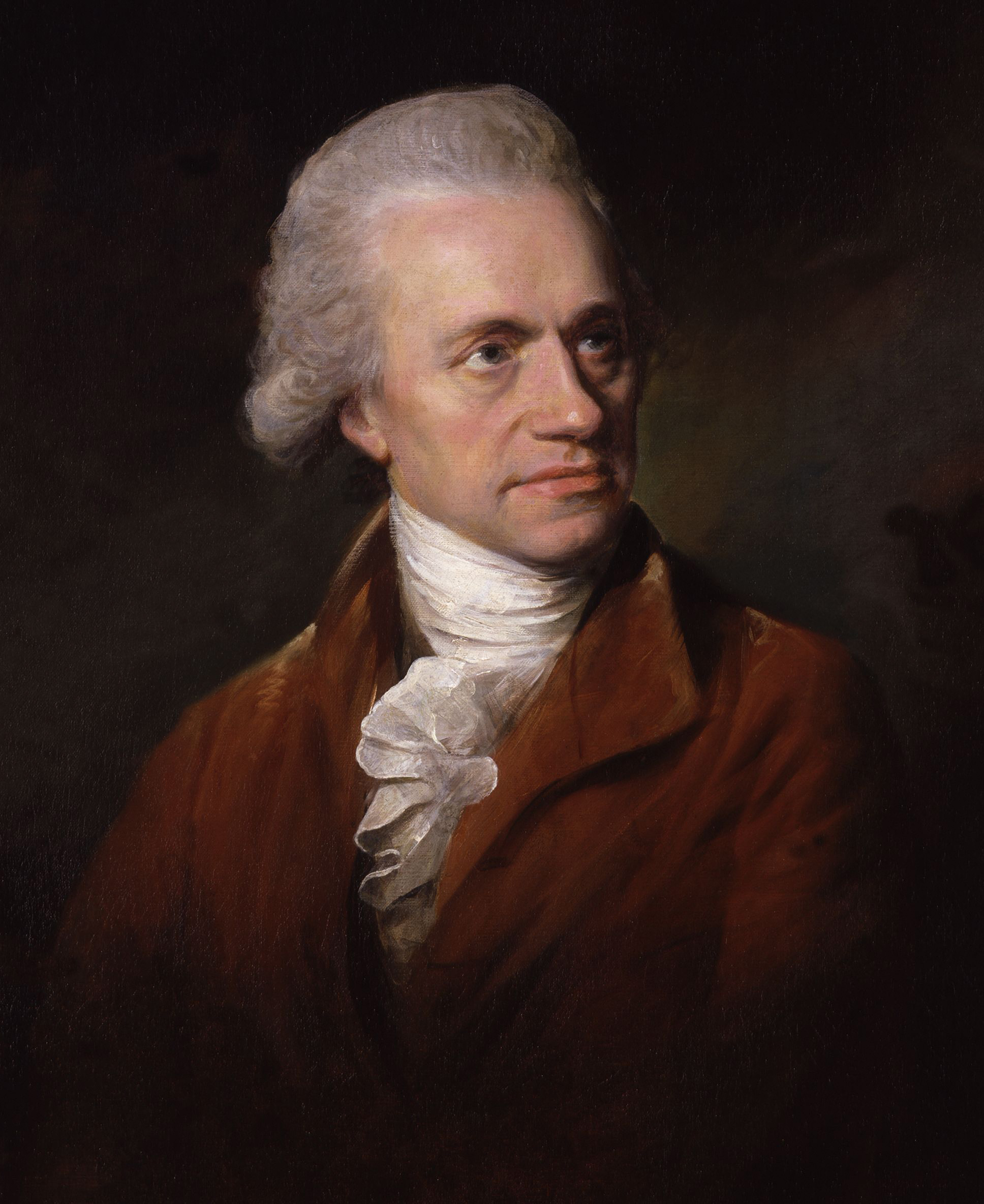
William Herschel, descoperitorul planetei Uranus (1781).

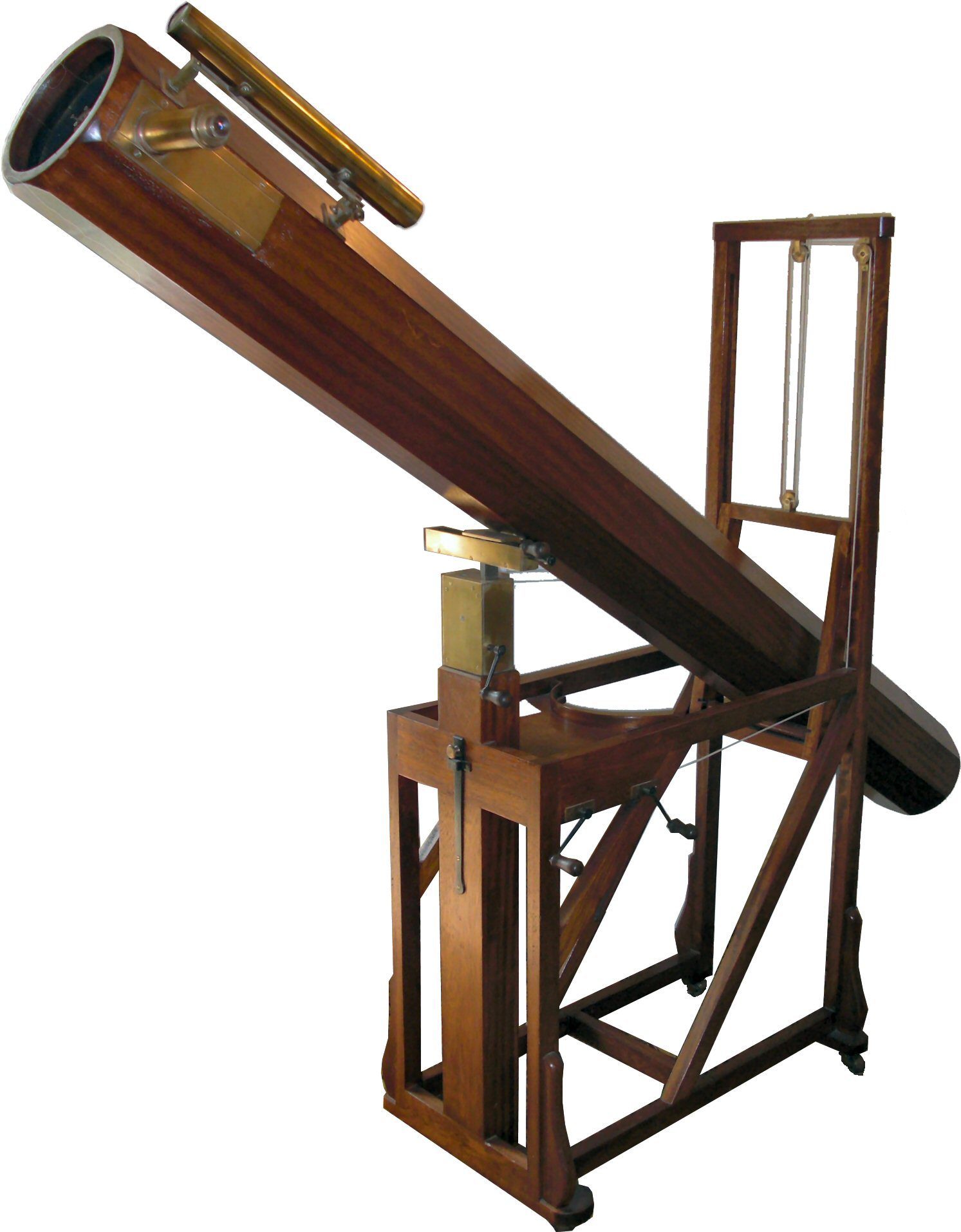
Replica telescopului folosit de Herschel la descoperirea lui Uranus

Înainte de descoperirea sa ca planetă, Uranus a fost observată în multe ocazii, dar în general a fost confundată cu o stea. Probabil cea mai veche observație cunoscută a fost a lui Hiparh, care în 128 î.Hr. e posibil s-o fi înregistrat ca o stea în catalogul său de stele, care mai târziu a fost încorporat în Almagestul lui Ptolemeu. Cea mai timpurie observație certă a fost în 1690, când John Flamsteed a observat-o de cel puțin șase ori, catalogând-o ca 34 Tauri. Astronomul francez Pierre Charles Le Monnier l-a observat pe Uranus de cel puțin douăsprezece ori între 1750 și 1769, inclusiv în patru nopți consecutive.
William Herschel a observat planeta la 13 martie 1781 din grădina casei sale din orașul Bath, Somerset (astăzi Muzeul de Astronomie Herschel), însă inițial a raportat-o (la 26 aprilie 1781) ca o cometă.
Herschel „s-a angajat într-o serie de observații de paralaxă ale stelelor fixe”, folosind un telescop de construcție proprie. 
El a înregistrat în jurnalul său „În quartila de lângă ζ Tauri ... este fie [o] stea a Nebuloasei, fie posibil o cometă”. La 17 martie, el a menționat: „M-am uitat la cometa sau steaua Nebuloasei și am descoperit că este o cometă, datorită schimbării de loc”. Când și-a prezentat descoperirea către Societatea Regală, el a continuat să declare că a găsit o cometă în timp ce o compara implicit cu o planetă.
Herschel l-a notificat pe astronomul regal Nevil Maskelyne cu privire la descoperirea sa și a primit acest răspuns fulminant de la el la 23 aprilie 1781: „Nu știu cum să-i spun. Se pare că este o planetă obișnuită care se deplasează pe o orbită aproape circulară către Soare precum și o cometă care se mișcă într-o elipsă foarte excentrică. Nu am văzut încă nici o comă sau coadă”.
Deși Herschel a continuat să descrie noul său obiect ca o cometă, alți astronomi începuseră deja să suspecteze contrariul. Astronomul finlandezo-suedez Anders Johan Lexell, care lucra în Rusia, a fost primul care a calculat orbita noului obiect. Orbita aproape circulară l-a condus la concluzia că era mai degrabă o planetă decât o cometă. Astronomul berlinez Johann Elert Bode a descris descoperirea lui Herschel ca fiind „o stea în mișcare care poate fi considerată un obiect necunoscut până acum, de tip planetă, care circulă dincolo de orbita lui Saturn”.  Bode a concluzionat că orbita sa aproape circulară seamănă mai mult cu a unei planete decât a unei comete.
În scurt timp, obiectul a fost universal acceptat ca o nouă planetă. În 1783, Herschel a recunoscut acest lucru președintelui Societății Regale, Joseph Banks: „Din observația celor mai eminenți astronomi din Europa, se pare că noua stea, pe care am avut onoarea să o indic în martie 1781, este o planetă majoră a sistemul nostru solar”. Ca recunoaștere a realizărilor sale, regele George al III-lea i-a acordat lui Herschel o bursă anuală de 200 de lire sterline (echivalentul a 24.000 de lire sterline în 2019), cu condiția să se mute la Windsor, astfel încât familia regală să poată privi prin telescoapele sale.

### Nume
Numele lui Uranus face referire la vechea zeitate greacă a cerului, Uranus (greaca veche: Οὐρανός), tatăl lui Cronos  (Saturn) și bunicul lui Zeus (Jupiter), care în latină a devenit Ūranus.
Consensul asupra numelui nu a fost atins decât la aproape 70 de ani de la descoperirea planetei. În timpul discuțiilor inițiale care au urmat descoperirii, Maskelyne i-a cerut lui Herschel să „facă lumii astronomice faverul (sic!) pentru a da un nume planetei voastre, care este în întregime a voastră, [și] de care vă suntem atât de obligați pentru descoperire”. Ca răspuns la cererea lui Maskelyne, Herschel a decis să numească obiectul Georgium Sidus („Steaua lui George”) sau „Planeta Georgiană” în onoarea noului său patron, regele George al III-lea. El a explicat această decizie într-o scrisoare către Joseph Banks:
„
În epocile fabuloase ale timpurilor străvechi, denumirile lui Mercur, Venus, Marte, Jupiter și Saturn au fost date planetelor, ca fiind numele eroilor și divinităților principale. În epoca actuală, mai filosofică, nu ar fi permis să recurgem la aceeași metodă și să o numim Juno, Pallas, Apollo sau Minerva, pentru un nume pentru noul nostru corp ceresc. Prima considerație a oricărui eveniment particular sau incident remarcabil pare a fi cronologia sa: dacă în vreo epocă viitoare ar trebui să fie întrebat, când a fost descoperită această ultimă planetă? Ar fi un răspuns foarte satisfăcător să spunem „În domnia regelui George al III-lea”.
”
Numele propus de Herschel nu era popular în afara Marii Britanii și în curând au fost propuse alternative. Astronomul Jérôme Lalande a propus ca acesta să fie numit Herschel în onoarea descoperitorului său. Astronomul suedez Erik Prosperin a propus numele de Neptun, care a fost susținut de alți astronomi cărora le-a plăcut ideea de a comemora victoriile flotei navale regale britanice în cursul Războiului revoluționar american numind noua planetă chiar Neptune George III sau Neptune Great Britain.
Într-un tratat din martie 1782, Bode a propus Uranus, versiunea latinizată a zeului grec al cerului, Ouranos. Bode a susținut că numele ar trebui să urmeze mitologia, astfel încât să nu iasă în evidență atât de diferit de celelalte planete și că Uranus era un nume adecvat ca tată al primei generații de titani. El a menționat, de asemenea, că așa cum Saturn a fost tatăl lui Jupiter, noua planetă ar trebui să fie numită după tatăl lui Saturn. În 1789, colegul lui Bode de la Academia Regală, Martin Klaproth și-a numit elementul recent descoperit uraniu în sprijinul alegerii lui Bode. În cele din urmă, sugestia lui Bode a devenit cea mai răspândită și a devenit universală în 1850, când „HM Nautical Almanac Office” a trecut de la utilizarea Georgium Sidus la  Uranus.
Uranus are două simboluri astronomice. Primul care a fost propus, ♅,  a fost sugerat de Lalande în 1784. Într-o scrisoare către Herschel, Lalande l-a descris ca fiind „un glob acoperit de prima literă a numelui tău”. O propunere ulterioară, ⛢,  este un hibrid al simbolurilor pentru Marte și Soare deoarece Uranus era Cerul în mitologia greacă, despre care se credea că este dominat de puterile combinate ale Soarelui și a lui Marte.

## Orbită și rotație

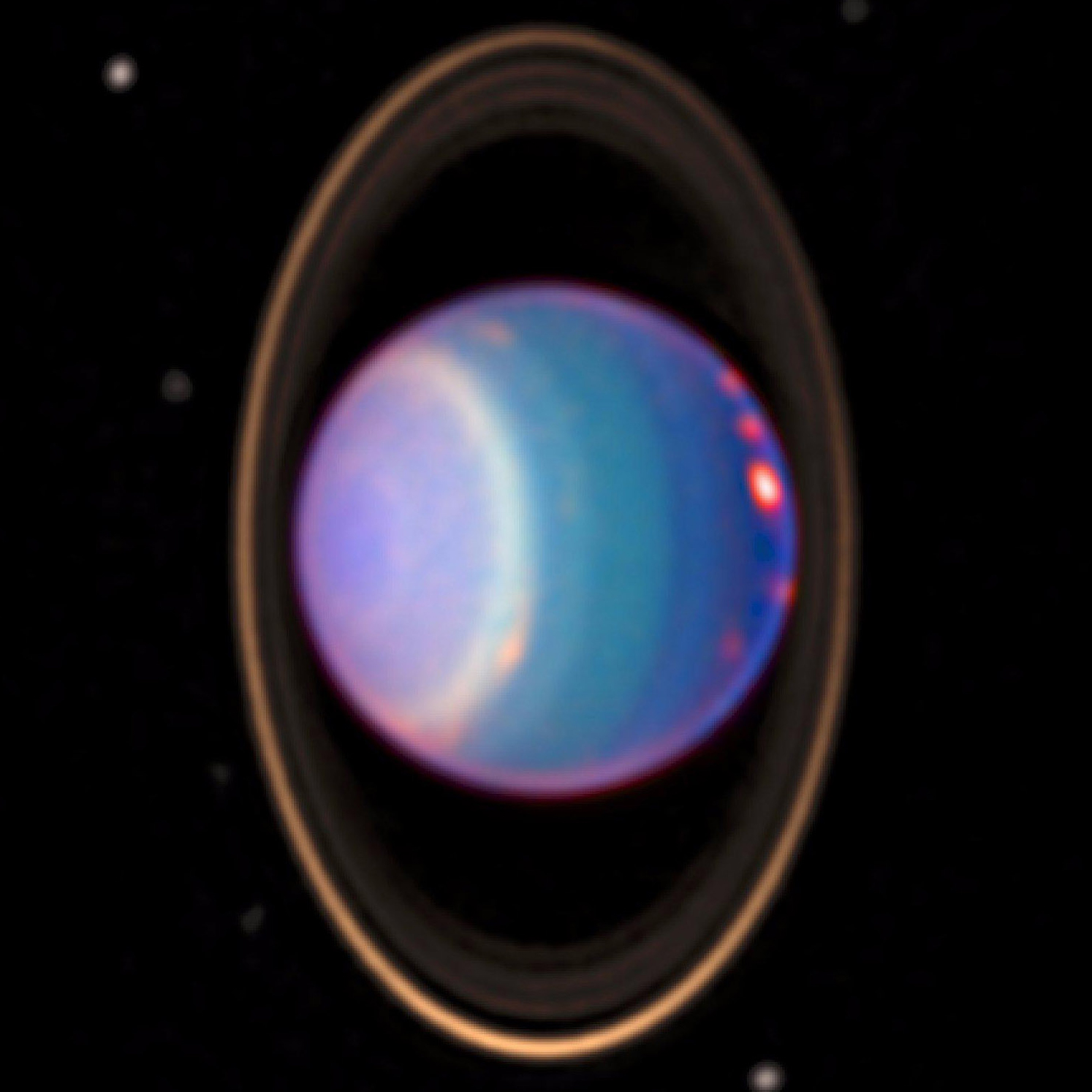
Imagine realizată de Telescopul Hubble în 1998 care arată nori în emisfera nordică.

Uranus finalizează o orbită în jurul Soarelui la fiecare aproximativ 84 de ani tereștri. Distanța sa medie față de Soare este de aproximativ 3 miliarde de kilometri (20 UA). Diferența dintre distanța minimă și maximă față de Soare este de 1,8 UA, mai mare decât cea a oricărei alte planete, deși nu la fel de mare ca cea a planetei pitice Pluto. Intensitatea luminii solare variază invers cu pătratul distanței, așa că pe Uranus (aflată la aproximativ de 20 de ori distanța Pământ-Soare) intensitatea luminii este de aproximativ 1/400 din intensitatea luminii pe Pământ. Elementele sale orbitale au fost calculate pentru prima dată în 1783 de Pierre-Simon Laplace. Cu timpul, au început să apară discrepanțe între orbitele prezise și observate, iar în 1841, John Couch Adams a propus mai întâi că diferențele s-ar putea datora atracției gravitaționale a unei alte planete nevăzute. În 1845, Urbain Le Verrier a început propria sa cercetare independentă asupra orbitei lui Uranus. La 23 septembrie 1846, Johann Gottfried Galle a localizat o nouă planetă, numită mai târziu Neptun, aproape în poziția prezisă de Le Verrier.
Perioada de rotație în jurul propriei axe a lui Uranus este de 17 ore și 14 minute. Ca toți giganții gazoși, atmosfera sa superioară are vânturi puternice în direcția de rotație. La unele latitudini, cum ar fi aproximativ 60 °S, elementele proeminente ale atmosferei se mișcă mult mai repede, făcând o rotație completă în doar 14 ore.

### Înclinare axială

Vedere simulată de pe Pământ asupra lui Uranus din 1986 până în 2030, de la solstițiul de vară din sud în 1986 la echinocțiul din 2007 și solstițiul de vară din nord în 2028.

Axa de rotație uraniană este aproximativ paralelă cu planul Sistemului Solar, cu o înclinare axială de 97,77 °. Acest lucru îi conferă schimbări sezoniere complet diferite de cele ale celorlalte planete. În apropierea solstițiului, un pol este luminat continuu de Soare, în timp ce celălalt este în întuneric. Doar o mică fâșie din jurul ecuatorului experimentează un ciclu rapid zi-noapte, dar cu Soarele scăzut la orizont (ca în regiunile polare ale Pământului). Pe cealaltă parte a orbitei planetei, orientarea polară în raport cu Soarele este inversată. Fiecare pol primește aproximativ 42 de ani de lumină solară continuă, urmat de 42 de ani de întuneric. În timpul echinocțiilor, Soarele este deasupra ecuatorului, oferind un ciclu zi-noapte similar cu majoritatea celorlalte planete. Uranus a atins cel mai recent echinocțiul său la 7 decembrie 2007.
| Emisfera nordică        | An               | Emisfera sudică         |
| ----------------------- | ---------------- | ----------------------- |
| Solstițiu de iarnă      | 1902, 1986, 2069 | Solstițiu de vară       |
| Echinocțiu de primăvară | 1923, 2007, 2092 | Echinocțiu de toamnă    |
| Solstițiu de vară       | 1944, 2030       | Solstițiu de iarnă      |
| Echinocțiu de toamnă    | 1965, 2050       | Echinocțiu de primăvară |

Unul dintre rezultatele orientării axei este că, în medie într-un an, regiunile polare de pe Uranus primesc o cantitate mai mare de energie solară decât regiunea ecuatorială. Cu toate acestea, Uranus este mai fierbinte la ecuator decât la poli. Mecanismul de bază care cauzează acest lucru este necunoscut. Motivul neobișnuitei înclinări axiale a lui Uranus nu este, de asemenea, cunoscut cu certitudine, dar speculațiile obișnuite sunt că în timpul formării Sistemului Solar, o protoplanetă de dimensiunea Pământului s-a ciocnit cu Uranus, provocând orientarea înclinată. Cercetările efectuate de Jacob Kegerreis de la Universitatea Durham sugerează că înclinarea a rezultat dintr-o rocă mai mare decât Pământul care s-a prăbușit pe planetă cu 3-4 miliarde de ani în urmă. Polul sud al lui Uranus era orientat aproape direct spre Soare la momentul survolului lui Voyager 2 în 1986. Etichetarea acestui pol ca «sudic» utilizează definiția aprobat în prezent de către Uniunea Astronomică Internațională, și anume că polul nord al unei planetei sau al unui satelit este polul de deasupra planului invariant al Sistemului Solar, indiferent de direcția în care se rotește planeta. Uneori se folosește o convenție diferită, în care polii nord și sud ai unui corp sunt definiți în conformitate cu regula mâinii drepte în raport cu direcția de rotație.

### Vizibilitate
Magnitudinea aparentă medie a lui Uranus este de 5,68 cu o abatere standard de 0,17, în timp ce extremele sunt de 5,38 și +6,03. Aceast interval de luminozitate se apropie de limita vizibilității cu ochiul liber. O mare parte a variabilității depinde de latitudinile planetare iluminate de Soare și privite de pe Pământ. Diametrul său unghiular este cuprins între 3,4 și 3,7 arcsecunde, comparativ cu 16 până la 20 de arcsecunde pentru Saturn și 32 până la 45 de arcsecunde pentru Jupiter. La opoziție, Uranus este vizibil cu ochiul liber pe cerul întunecat și este vizibil cu binoclul chiar și în zonele urbane. La telescoapele amatorilor cu un diametru al obiectivului cuprins între 15 și 23 cm, planeta apare ca un disc de culoare cyan pal cu  întunecare a maginii centrale distinctă. Cu un telescop mare de 25 cm sau mai mare, se pot vedea norii de la suprafață, precum și unii dintre sateliții mai mari, cum ar fi Titania și Oberon.

## Caracteristici fizice

### Structura internă

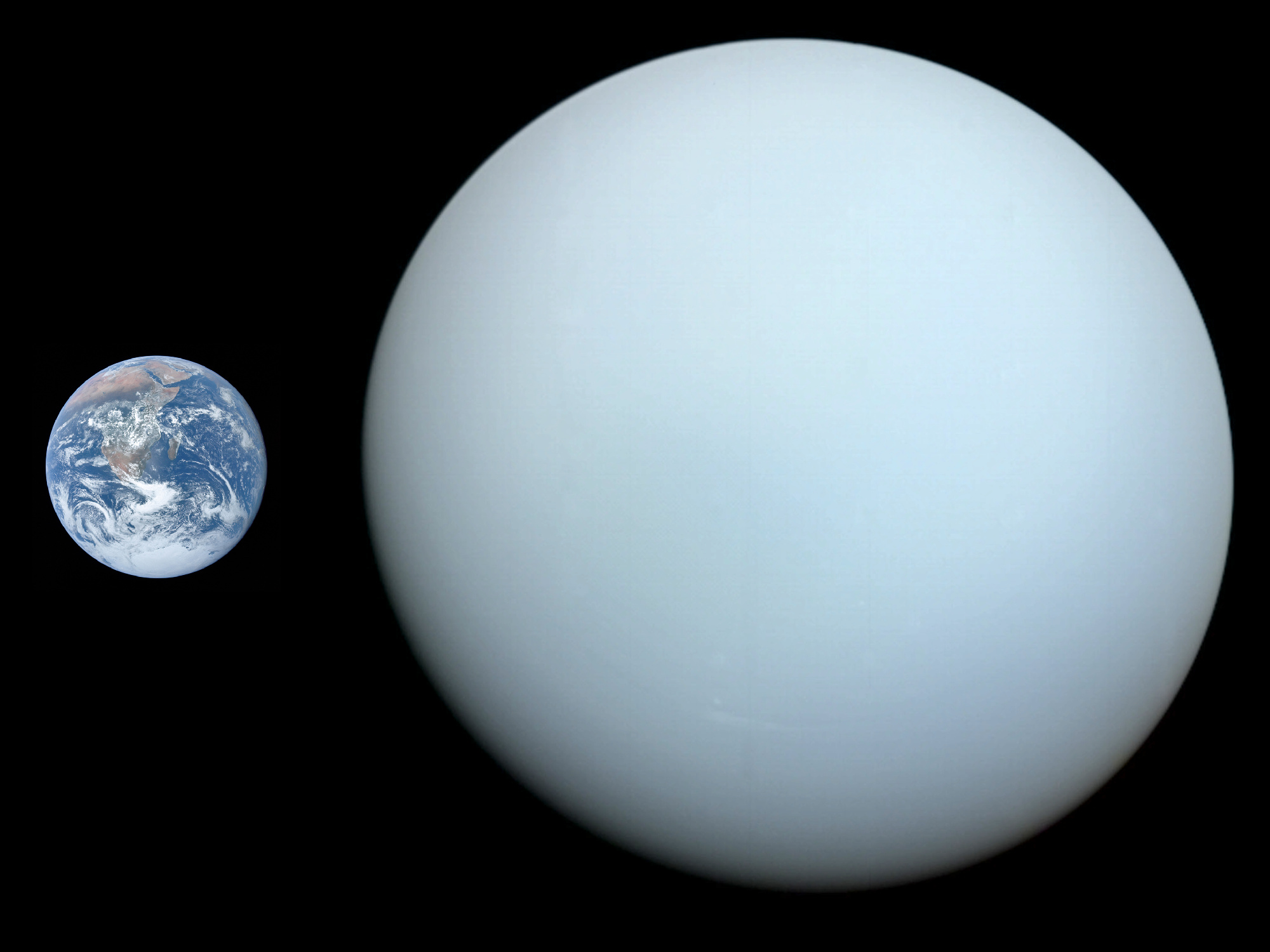
Comparație de dimensiuni între Pământ și Uranus

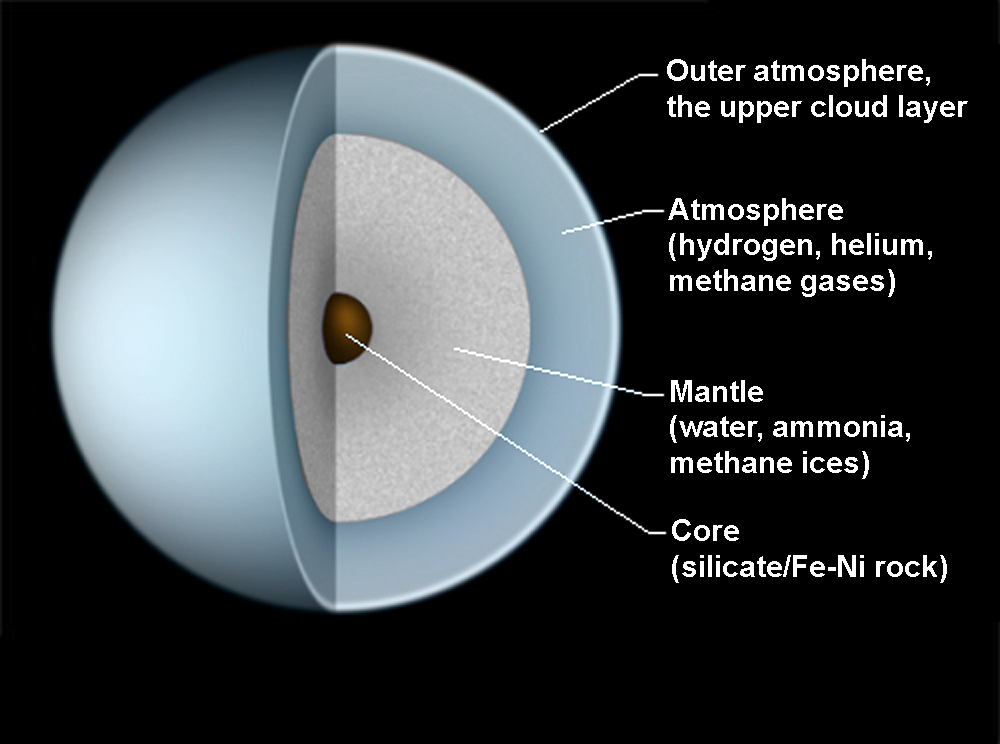
Diagrama interiorului lui Uranus

Masa lui Uranus este de aproximativ 14,5 ori mai mare decât a Pământului, însă este cea mai puțin masivă dintre planetele gigant. Diametrul său este puțin mai mare decât cea a lui Neptun și de aproximativ patru ori mai mare decât a Pământului, rezultând o densitate de 1,27 g/cm3, Uranus fiind astfel a doua planetă ca densitate (după Saturn) din Sistemul Solar. Această valoare indică faptul că este alcătuită în principal din substanțe volatile solidificate, cum ar fi apă, amoniac și metan. Masa totală de gheață din interiorul lui Uranus nu este cunoscută cu precizie deoarece apar valori diferite în funcție de modelul ales; trebuie să fie între 9,3 și 13,5 mase de Pământ. Hidrogenul și heliul constituie doar o mică parte din total, cu 0,5-1,5 mase terestre. Restul masei fără gheață (0,5 până la 3,7 mase terestre) este reprezentat de material stâncos.
Modelul standard al structurii lui Uranus este că planeta este formată din trei straturi: un nucleu stâncos (silicat/fier-nichel) în centru, o manta înghețată în mijloc și un înveliș exterior de hidrogen/heliu gazos. Nucleul este relativ mic, cu o masă de numai 0,55 mase terestre și o rază mai mică de 20% din Uranus; mantaua cuprinde cea mai mare parte a planetei, cu aproximativ 13,4 mase terestre, iar atmosfera superioară este relativ nesubstanțială, cântărind aproximativ 0,5 mase terestre și extinzându-se în ultimii 20% din raza lui Uranus. Densitatea nucleului lui Uranus este de aproximativ 9 g/cm3, cu o presiune în centru de 8 milioane de bari (800 GPa) și o temperatură de aproximativ 5000 K (4.727 °C). Mantaua de gheață nu este de fapt compusă din gheață în sens convențional, ci dintr-un fluid fierbinte și dens format din apă, amoniac și alte substanțe volatile. Acest fluid, care are o conductivitate electrică ridicată, este uneori numit ocean apă-amoniac.
Presiunea și temperatura extremă pot distruge moleculele de metan, atomii de carbon condensându-se în cristale de diamant care plouă prin manta precum grindina.
Experimentele la presiune foarte înaltă de la Laboratorul Național Lawrence Livermore sugerează că baza mantalei poate cuprinde un ocean de diamant lichid, cu solide plutitoare „diamante-înghețate”. Oamenii de știință cred, de asemenea, că precipitațiile de diamante solide apar pe Uranus, precum și pe Jupiter, Saturn și Neptun.
Compoziția principală a lui Uranus și Neptun este destul de diferită de cea a lui Jupiter și Saturn, gheața dominând asupra gazelor, justificând astfel clasificarea lor separată ca giganți de gheață. Poate exista un strat de apă ionică în care moleculele de apă se descompun într-o supă de ioni de hidrogen și oxigen și mai adânc în apă superionică în care oxigenul cristalizează, dar ionii de hidrogen se mișcă liber în rețeaua de oxigen.
Deși modelul considerat mai sus este rezonabil standard, nu este unic; și alte modele satisfac observațiile. De exemplu, dacă în mantaua de gheață sunt amestecate cantități substanțiale de hidrogen și material stâncos, masa totală de gheață din interior ar fi mai mică și, astfel, masa totală a rocilor și a hidrogenului ar fi mai mare. Datele disponibile în prezent nu permit o determinare științifică a modelului corect. Structura interioară fluidă a lui Uranus înseamnă că nu are suprafață solidă. Atmosfera gazoasă trece treptat în straturile lichide interne. Convențional denumim „suprafață” un sferoid oval cu o presiune atmosferică de 1 bar (100 kPa). Are raze ecuatoriale și polare de 25,559 ± 4 km și respectiv 24,973 ± 20 km. Această suprafață este utilizată în tot acest articol ca punct zero pentru altitudini.

#### Căldură internă
Căldura internă a lui Uranus apare semnificativ mai mică decât cea a celorlalte planete gigant; în termeni astronomici, are un flux termic scăzut. De ce temperatura internă a lui Uranus este atât de scăzută încă nu se înțelege. Neptun, care este aproape geamănul lui Uranus ca mărime și compoziție, radiază de 2,61 ori mai multă energie în spațiu decât primește de la Soare, însă Uranus nu radiază aproape deloc căldură în exces. Puterea totală radiată de Uranus în partea cu infraroșu îndepărtat (adică căldură) a spectrului este de 1,06 ± 0,08 ori energia solară absorbită în atmosfera sa. Fluxul de căldură al lui Uranus este de numai 0,042 ± 0,047 W/m2, care este mai mic decât fluxul intern de căldură al Pământului de aproximativ 0,075 W/m2. Cea mai scăzută temperatură înregistrată în tropopauza lui Uranus este de 49 K (−224,2 °C), ceea ce face ca Uranus să fie cea mai rece planetă din Sistemul Solar.
Una dintre ipotezele acestei discrepanțe sugerează că, atunci când Uranus a fost lovit de un impactor supermasiv care l-a determinat să expulzeze cea mai mare parte a căldurii sale primordiale, a fost lăsat cu o temperatură a nucleului epuizată. Această ipoteză este utilizată și în unele încercări de a explica înclinarea axială a planetei. O altă ipoteză este că există o formă de barieră în straturile superioare ale lui Uranus care împiedică căldura nucleului să ajungă la suprafață. De exemplu, convecția poate avea loc într-un set de straturi compozițional diferite, care pot inhiba transportul de căldură ascendent; poate că dubla convecție difuzivă este un factor limitativ.

### Atmosferă

Imagine a atmosferei lui Uranus în timpul programului Outer Planet Atmosphere Legacy (OPAL).

Deși nu există o suprafață solidă bine definită în interiorul lui Uranus, partea exterioară a învelișului gazos care este accesibil pentru teledetecție se numește atmosferă. Capacitatea de teledetecție cu ajutorul senzorilor sondei spațiale se extinde până la aproximativ 300 km sub suprafața convențională (nivelul la care presiunea este de 1 bar, adică 100 kPa), cu o presiune corespunzătoare în jur de 100 bari (10 MPa) și o temperatură de 320 K (47 °C). Termosfera foarte rarefiată a atmosferei se extinde pe două raze ale planetei deasupra suprafeței imaginare la nivelul de 1 bar.
Atmosfera uraniană poate fi împărțită în trei straturi: troposfera, între altitudini de -300 și 50 km și presiuni de la 100 la 0,1 bari (10 MPa la 10 kPa), stratosfera, cu altitudini de la 50 la 4000 km și presiuni între 0,1 și 10-10 bari (10 kPa-10 μPa ) și termosfera cu altitudini de la 4.000 km până la 50.000 km de la suprafață. Nu există mezosferă.

#### Compoziție
Compoziția atmosferei lui Uranus este diferită de restul planetei, constând în principal din hidrogen molecular și heliu. Fracția molară de heliu, adică numărul de atomi de heliu pe moleculă de gaz, este de 0,15 ± 0,03  în troposfera superioară, care corespunde unei fracții de masă de 0,26 ± 0,05. Această valoare este apropiată de fracțiunea de masă de heliu protosolar de 0,275 ± 0,01,  indicând faptul că heliul nu s-a așezat în centrul său, așa cum s-a întâmplat la giganții gazoși. A treia componentă ca abundență din atmofera lui Uranus este metanul (CH4). Metanul are o bandă de absorbție proeminentă în spectrul vizibil și în infraroșu apropiat, făcând ca planeta să aibă o culoare acvamarin sau cyan. Moleculele de metan corespund cu 2,3% din atmosferă pe fracție molară la un nivel de presiune de 1,3 bari (130 kPa); aceasta reprezintă aproximativ 20 până la 30 de ori abundența de carbon găsită în Soare.
Raportul de amestecare, adică numărul de molecule din compus per moleculă de hidrogen, este mult mai mic în atmosfera superioară datorită temperaturii sale extrem de scăzute, care scade nivelul de saturație și determină înghețarea excesului de metan.
Abundența compușilor mai puțin volatili, cum ar fi amoniacul, apa și hidrogenul sulfurat în atmosferă, nu este bine cunoscut. Este probabil ca acești compuși să aibă valori mai mari decât cele solare. Alături de metan, în stratosferă se găsesc urme de diverse hidrocarburi, despre care se crede că sunt produse din metan prin fotoliza indusă de radiația ultravioletă solară (UV). Printre compuși se numără: etan (C2H6), acetilenă (C2H2), metilacetilenă (CH3C2H) și diacetilenă (C2HC2H). Spectroscopia a descoperit urme de vapori de apă, monoxid de carbon și dioxid de carbon în atmosfera superioară, care pot proveni doar dintr-o sursă externă, cum ar fi praful căzut și cometele.

#### Troposferă
Troposfera este cea mai joasă și mai densă parte a atmosferei și se caracterizează printr-o scădere a temperaturii odată cu altitudinea. Temperatura scade de la aproximativ 320 K (47 °C) la baza troposferei nominale situată la -300 km, la 53 K (−220 °C) la 50 km. Temperaturile din cea mai rece regiune superioară a troposferei (tropopauza) variază de fapt în intervalul cuprins între 49 și 57 K (−224 și −216 °C), în funcție latitudinea planetară. Regiunea tropopauzei este responsabilă pentru marea majoritate a emisiilor termice cu infraroșu îndepărtat ale planetei, determinând astfel temperatura sa efectivă de 59,1 ± 0,3 K (−214,1 ± 0,3 °C).
Se crede că troposfera are o structură de nori foarte complexă; se presupune că norii de apă se situează în intervalul de presiune de 50 până la 100 bari (5 până la 10 MPa), norii de hidrosulfură de amoniu în intervalul de 20 până la 40 bari (2 până la 4 MPa), norii de amoniac sau de sulfură de hidrogen între 3 și 10 bari (0,3 și 1 MPa) și, în final, norii subțiri de metan la 1 până la 2 bari (0,1 până la 0,2 MPa). Troposfera este o parte dinamică a atmosferei, care prezintă vânt puternic, nori strălucitori și schimbări sezoniere.

#### Atmosfera superioară

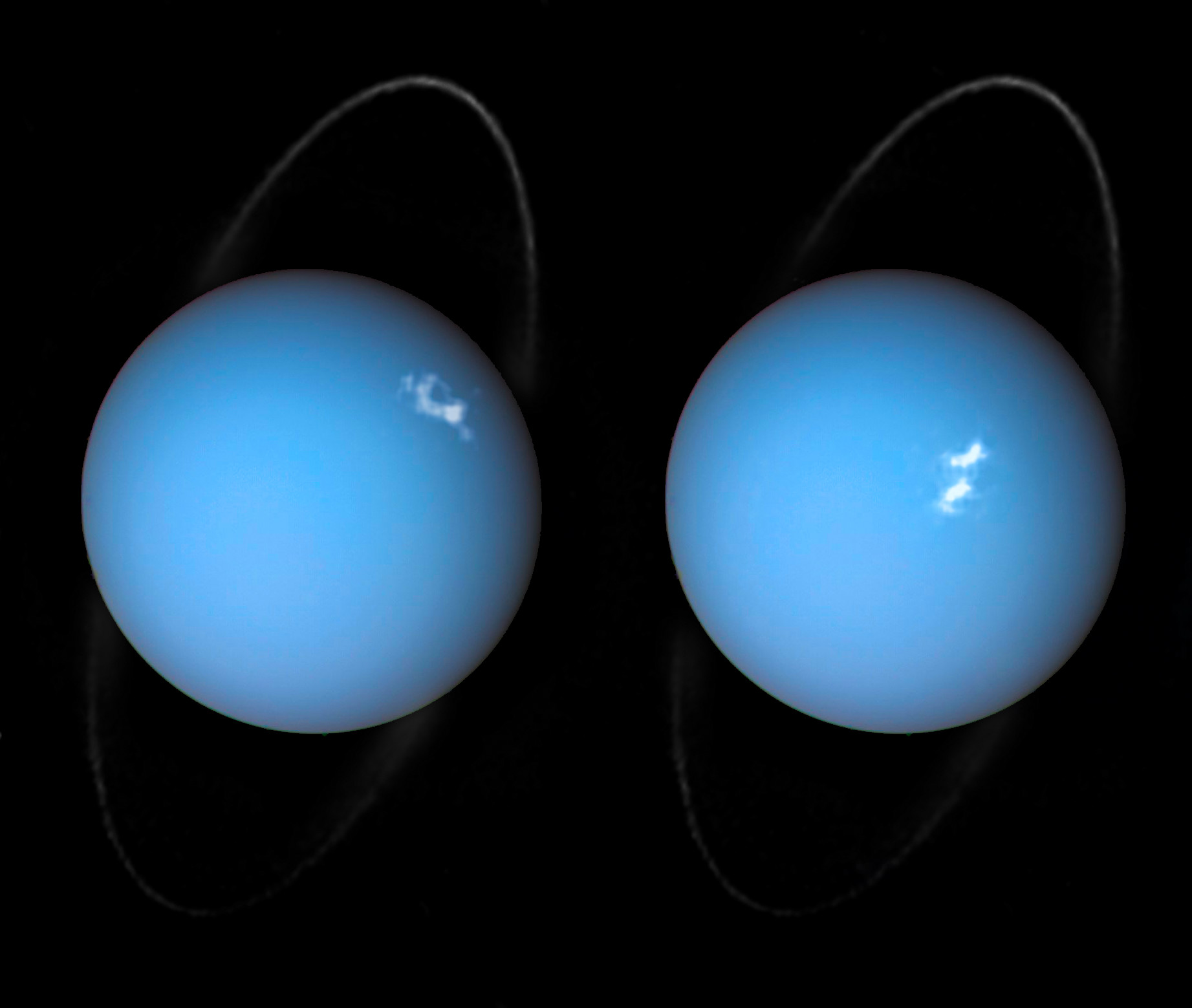
Aurore pe Uranus, imagini făcute de Telescopul Spațial Hubble.

Stratul mediu al atmosferei uraniene este stratosfera, unde temperatura crește în general cu altitudinea, trecând de la 53 K (−220 ° C) în tropopauză la 800-850 K (527-577 °C) la baza termosferei. Încălzirea stratosferei este cauzată de absorbția radiațiilor solare UV și IR de către metan și alte hidrocarburi, care se formează în această parte a atmosferei ca urmare a fotolizei metanului. Căldura este, de asemenea, condusă din termosfera fierbinte.
Hidrocarburile ocupă un strat relativ îngust la altitudini cuprinse între 100 și 300 km, corespunzând unui interval de presiune cuprins între 1000 și 10 Pa și temperaturi cuprinse între 75 și 170 K (-198 și -103 °C). Hidrocarburile mai abundente sunt metan, acetilenă și etan, care au un raport de amestecare de aproximativ 10-7 în raport cu hidrogenul. Raportul de amestecare al monoxidului de carbon este similar la aceste altitudini.
Hidrocarburile mai grele și dioxidul de carbon au raporturi de amestecare cu trei ordine de mărime mai mici. Rata abundenței de apă este de aproximativ 7x10-9. Etanul și acetilena tind să se condenseze în partea inferioară mai rece a stratosferei și a tropopauzei (sub nivelul de 10 mBar) formând straturi de ceață, care pot fi parțial responsabile pentru aspectul blând al lui Uranus. Concentrația de hidrocarburi în stratosfera uraniană deasupra ceaței este semnificativ mai mică decât în stratosferele celorlalte planete gigant.
Stratul cel mai exterior al atmosferei uraniene este termosfera și coroana, care au o temperatură uniformă în jur de 800 până la 850 K. Sursele de căldură necesare pentru a susține un nivel atât de ridicat nu sunt înțelese, deoarece nici UV-ul solar și nici activitatea aurorală nu pot furniza energia necesară pentru a menține aceste temperaturi. Eficiența slabă de răcire datorată lipsei de hidrocarburi în stratosferă peste nivelul de presiune de 0,1 mBar poate contribui și ea. Pe lângă hidrogenul molecular, termosfera-coroană conține mulți atomi de hidrogen liberi. Masa lor mică și temperaturile ridicate explică de ce coroana se extinde până la 50.000 km sau două raze uraniene de la suprafața sa. Această coroană extinsă este o caracteristică unică a lui Uranus. Efectul acesteia este forța aerodinamică experimentată de particulele mici pe orbita lui Uranus, care determină epuizarea generală a prafului în inelele uraniene. Termosfera uraniană, împreună cu partea superioară a stratosferei, corespunde ionosferei lui Uranus. Observațiile arată că ionosfera ocupă altitudini de la 2.000 la 10.000 km. Ionosfera uraniană este mai densă decât cea a lui Saturn sau Neptun, și poate apărea din concentrația scăzută de hidrocarburi din stratosferă. Ionosfera este susținută în principal de radiațiile solare UV și densitatea sa depinde de activitatea solară. Activitatea aurorală este nesemnificativă în comparație cu Jupiter și Saturn.

Atmosfera lui Uranus
Profilul de temperatură al troposferei uraniene și al stratosferei inferioare. Straturile de nori și ceață sunt, de asemenea, indicate.
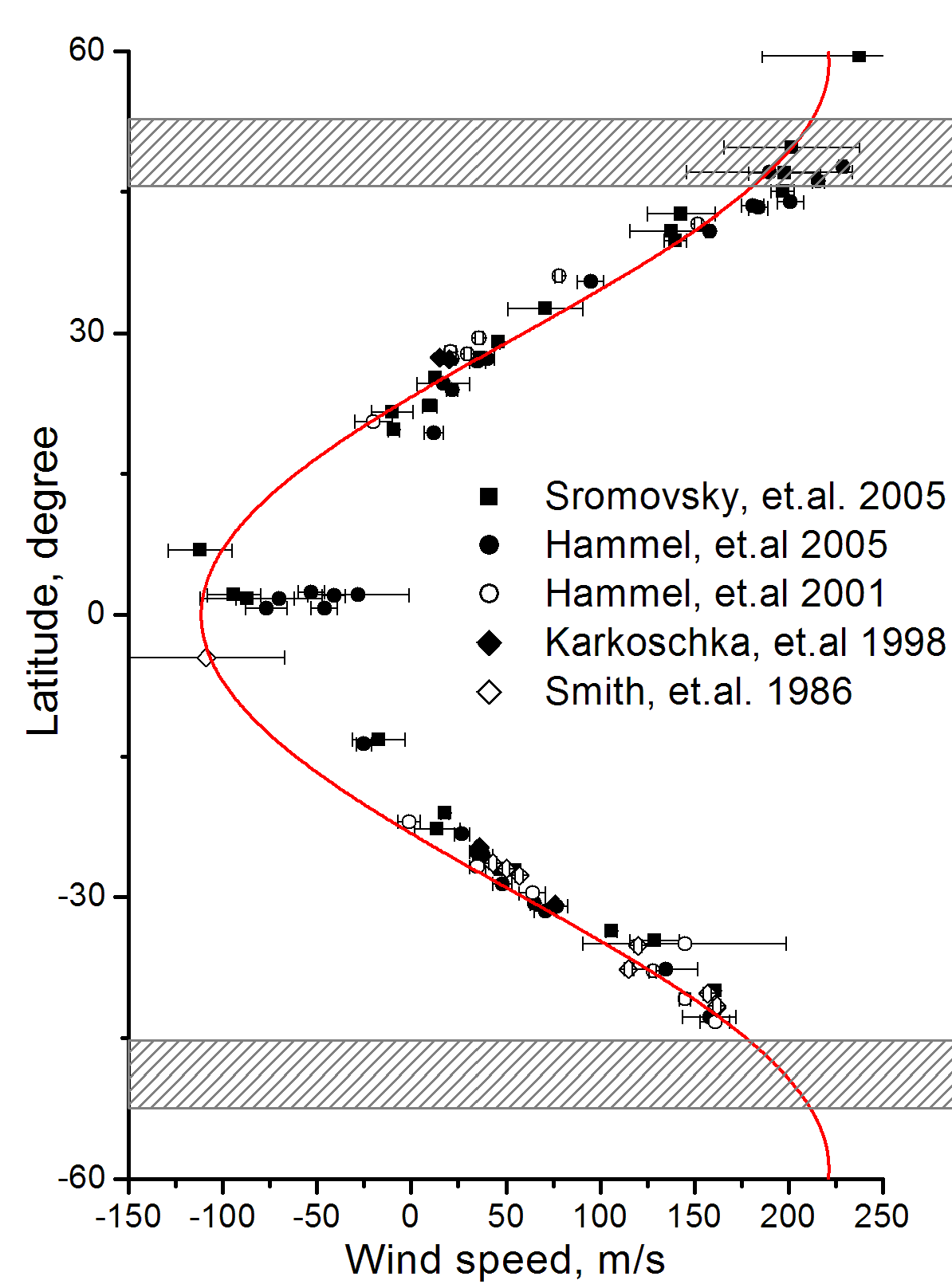
Viteza zonală a vântului pe Uranus. Zonele umbrite prezintă manșonul sudic și omologul său nordic. Curba roșie este o potrivire simetrică cu datele.

### Magnetosferă

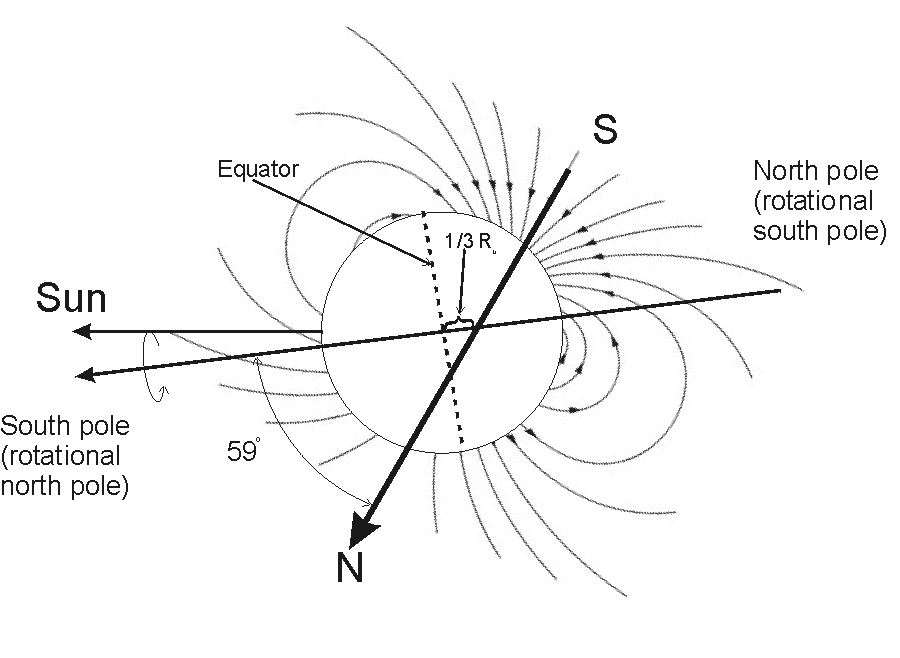
Câmpul magnetic al lui Uranus, așa cum a fost observat de Voyager 2 în 1986. S și N sunt poli sudici și nordici magnetici.

Înainte de sosirea sondei Voyager 2, nu au fost luate măsurători ale magnetosferei uraniene, așa că natura sa a rămas un mister. Înainte de 1986, oamenii de știință se așteptau ca direcția câmpului magnetic al lui Uranus să fie în concordanță cu vântul solar, deoarece atunci polii magnetici ar corespunde polilor geografici ai planetei, care se află aproape de planul ecliptic.
Observații lui Voyager au arătat că Uranus are un câmp magnetic special, atât pentru că nu provine de la centrul său geometric cât și pentru că este înclinat la 59 ° față de axa de rotație. De fapt, dipolul magnetic este deplasat din centrul lui Uranus către polul de rotație sud cu până la o treime din raza planetară. Această geometrie neobișnuită are ca rezultat o magnetosferă extrem de asimetrică, unde puterea câmpului magnetic de pe suprafața din emisfera sudică poate fi de până la 0,1 gauss (10 µT), în timp ce în emisfera nordică poate ajunge la 1,1 gauss (110 µT). Câmpul mediu la suprafață este de 0,23 gauss (23 µT).
În 2017, studiile datelor Voyager 2 au sugerat că această asimetrie determină magnetosfera lui Uranus să efectueze o reconectare magnetică cu vântul solar o dată pe zi uraniană, deschizând planeta către particule de la Soare. În comparație, câmpul magnetic al Pământului este la fel de puternic la fiecare pol, iar „ecuatorul său magnetic” este aproximativ paralel cu ecuatorul său geografic. Momentul dipolar al lui Uranus este de 50 de ori mai mare decât cel al Pământului. Neptun are un câmp magnetic deplasat și înclinat în mod similar, sugerând că aceasta poate fi o caracteristică comună a giganților de gheață. O ipoteză este că, spre deosebire de câmpurile magnetice ale planetelor telurice și giganților ggazoși, care sunt generate în nucleele lor, câmpurile magnetice ale giganților de gheață sunt generate de mișcarea la adâncimi relativ mici, de exemplu, în oceanul de apă-amoniac. O altă posibilă explicație a alinierii magnetosferei este că există oceane de diamant lichid în interiorul lui Uranus care ar interfera cu câmpul magnetic.

Câmpul magnetic al lui Uranus
(animat; 25 martie 2020)

Deși alinierea este ciudată, în alte privințe, magnetosfera lui Uranus este asemănătoare cu a celorlalte planete: are un arc de șoc la aproximativ 23 de raze uraniene în față, o magnetopauză la 18 raze uraniene, o coadă magnetică complet dezvoltată și centuri de radiații. În general, structura magnetosferei lui Uranus este diferită de cea a lui Jupiter și mai asemănătoare cu cea a lui Saturn. Coada magnetică a lui Uranus se extinde într-o spirală de milioane de kilometri în spațiu.
Magnetosfera lui Uranus conține particule încărcate: în principal protoni și electroni, cu o cantitate mică de ioni H2+. Multe dintre aceste particule derivă probabil din termosferă. Energiile ionice și electronice pot ajunge la 4 și respectiv 1,2 MeV. Densitatea ionilor cu energie scăzută (mai puțin de 1 keV) din magnetosfera interioară este de aproximativ 2 cm−3. Populația de particule este puternic afectată de sateliții uranieni, care mătură magnetosfera lăsând goluri vizibile. Fluxul de particule este suficient de puternic pentru a face ca sateliții să se întunece sau să se erodeze spațial pe o scară astronomică relativ rapidă de 100.000 de ani. Aceasta poate fi cauza colorării uniform întunecate a sateliților și inelelor uraniene. Uranus are aurore relativ bine dezvoltate, care sunt văzute ca arce luminoase în jurul ambilor poli magnetici. Spre deosebire de Jupiter, aurorele lui Uranus par a fi nesemnificative pentru echilibrul energetic al termosferei planetare.
În martie 2020, astronomii NASA au raportat detectarea unei mari bule magnetice atmosferice, cunoscută și sub numele de plasmoid, eliberată în spațiul cosmic de pe planeta Uranus, după ce au fost reevaluate datele vechi înregistrate de sonda spațială Voyager 2 în timpul unui survol al planetei în 1986.

## Clima

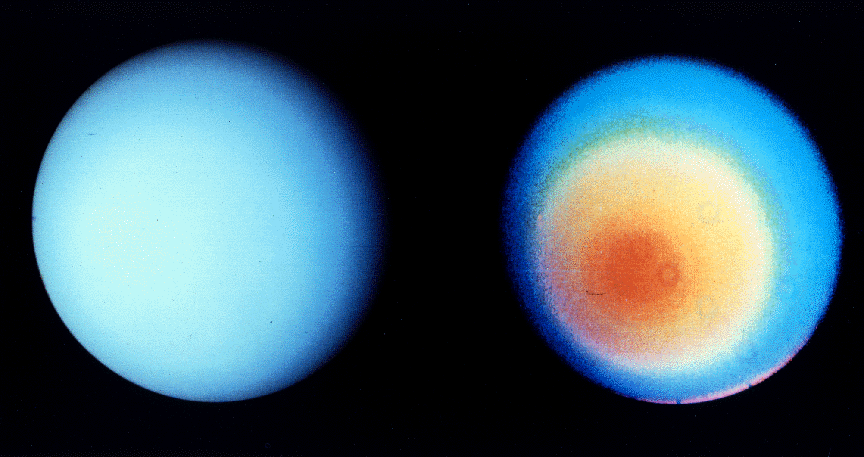
Emisfera sudică a lui Uranus în culoare apropiată de cea reală (stânga) și în lungimi de undă mai scurte (dreapta), arătând benzile de nori slabi și „acoperirea” atmosferică, așa cum a văzut Voyager 2.

La lungimi de undă ultraviolete și vizibile, atmosfera lui Uranus pare remarcabil de calmă în comparație cu cea a altor giganți gazoși, chiar și față de Neptun, cu care altfel seamănă foarte mult. Când Voyager 2 a zburat pe lângă Uranus în 1986, a observat un total de zece formațiuni de nori pe toată planeta. O explicație pentru această lipsă este căldura internă care pare să fie semnificativ mai mică decât cea a altor planete gigantice. Cea mai scăzută temperatură înregistrată în tropopauza lui Uranus este de 49 K (-224 ° C), ceea ce face din Uranus cea mai rece planetă din Sistemul Solar.

### Structuri de benzi, vânturi și nori
În 1986, Voyager 2 a descoperit că emisfera sudică vizibilă a lui Uranus poate fi împărțită în două regiuni: o calotă polar luminoasă și benzi ecuatoriale întunecate. Limita lor este situată la aproximativ -45 ° din latitudine. O bandă îngustă care se încadrează în intervalul latitudinal de la -45 la -50 ° este cea mai strălucitoare formațiune mare de pe suprafața sa vizibilă. Se numește „guler” sudic. Se crede că gulerul și calota formează o regiune densă de nori de metan, situată într-un interval de presiune de 1,3 până la 2 bari. În plus față de această structură largă, Voyager 2 a observat zece nori mici strălucitori, majoritatea situându-se la câteva grade spre nord de guler. În toate celelalte privințe, Uranus arăta în 1986 ca o planetă moartă dinamic. Voyager 2 a sosit în toiul verii sudice a lui Uranus și nu a putut observa emisfera nordică. La începutul secolului al XXI-lea, când a apărut regiunea polară nordică, Telescopul spațial Hubble (HST) și telescopul Keck nu au observat inițial nici calotă polară, nici guler în emisfera nordică. Deci, Uranus părea a fi asimetric: strălucitor lângă polul sud și uniform întunecat în regiunea de la nord de gulerul sudic. În 2007, când Uranus a trecut de echinocțiu, gulerul sudic aproape a dispărut și un guler nordic slab a apărut aproape de 45 ° din latitudine.

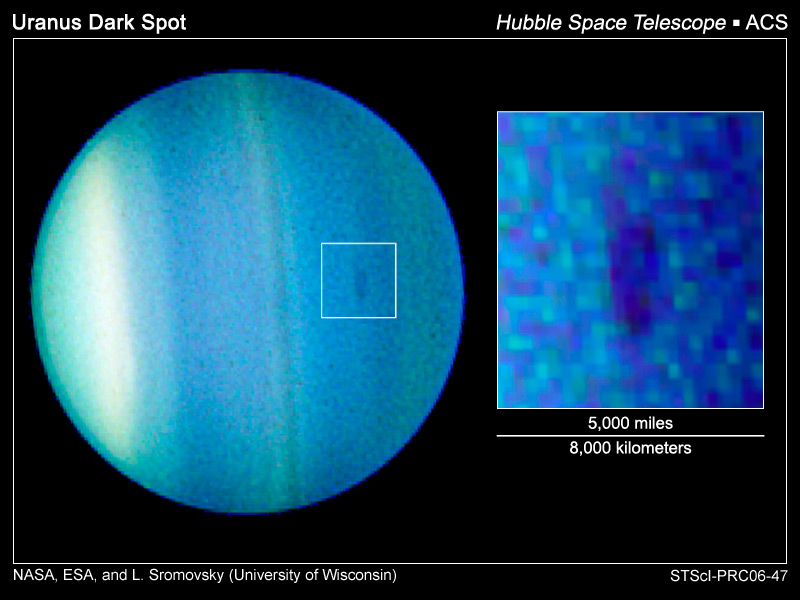
Prima pată întunecată observată pe Uranus. Imagine obținută de Telescopul spațial Hubble în 2006.

În anii 1990, numărul de nori strălucitori observați a crescut semnificativ, parțial deoarece au devenit disponibile noi tehnici de imagine de înaltă rezoluție. Cele mai multe formațiuni au fost găsite în emisfera nordică pe măsură ce aceasta a început să devină vizibilă. Explicația inițială — că norii strălucitori sunt mai ușor de identificat în partea sa întunecată, în timp ce în emisfera sudică gulerul strălucitor le maschează — s-a dovedit a fi incorectă, numărul de nori din atmosferă a crescut de fapt. Cu toate acestea, există diferențe între norii fiecărei emisfere. Norii nordici sunt mai mici, mai ascuțiți, mai luminoși și se pare că se află la o altitudine mai mare. Durata de viață a norilor variază cu mai multe ordine de mărime. Unii nori mici trăiesc câteva ore în timp ce cel puțin un nor sudic a persistat în timpul survolului lui Voyager 2. Observații recente au descoperit că norii de pe Uranus au multe în comun cu cei de pe Neptun. De exemplu, Neptun are pete întunecate care sunt anticicloni; în 2006, prima astfel de pată întunecată a fost fotografiată pe Uranus. Speculația este că Uranus devine mai asemănător cu Neptun în timpul sezonului său echinocțial.
Urmărirea mișcării norilor a făcut posibilă determinarea modelului vânturilor latitudinale în troposfera superioară a lui Uranus. La ecuator, vânturile sunt retrograde, ceea ce înseamnă că direcția lor este opusă mișcării de rotație a planetei, și au viteze de la -100 până la -50 m/s. Viteza vântului crește odată cu distanța de la ecuator atingând valoarea zero în apropierea latitudinii de ± 20 °, unde este temperatura minimă a troposferei. În apropierea polilor, vânturile suflă în direcția rotației planetei. Viteza continuă să crească atingând maximul la ± 60 ° latitudine înainte de a reveni la zero la poli. Viteza vântului la o latitudine de -40 ° variază între 150 și 200 m/s. Deoarece gulerul ascunde toți norii sub această paralelă, este imposibil să se măsoare viteza dintre acesta și polul sudic. Pe de altă parte, în emisfera nordică, se observă viteze maxime de până la 240 m/s aproape de 50 ° latitudine.

## Formare
Se susține că diferențele dintre giganții de gheață și giganții gazoși provin din istoria formării lor. Se presupune că Sistemul Solar s-a format dintr-un disc rotativ de gaz și praf cunoscut sub numele de nebuloasă presolară. O mare parte din gazele nebuloasei, în principal hidrogen și heliu, au format Soarele, iar boabele de praf colectate împreună au format primele protoplanete. Pe măsură ce planetele au crescut, unele dintre ele au acumulat în cele din urmă suficientă materie pentru ca gravitația lor să se țină de gazul rămas al nebuloasei.
Cu cât se țineau mai mult de gaz, cu atât deveneau mai mari; cu cât au devenit mai mari, cu atât au ținut mai mult gaz până la atingerea unui punct critic și dimensiunea lor a început să crească exponențial. Giganții de gheață, cu doar câteva mase de Pământ de gaz nebular, nu au ajuns niciodată la acel punct critic. Simulările recente ale migrației planetare au sugerat că ambii giganți de gheață s-au format mai aproape de Soare decât pozițiile lor actuale și s-au deplasat spre exterior după formare (Modelul de la Nisa).

## Sateliți

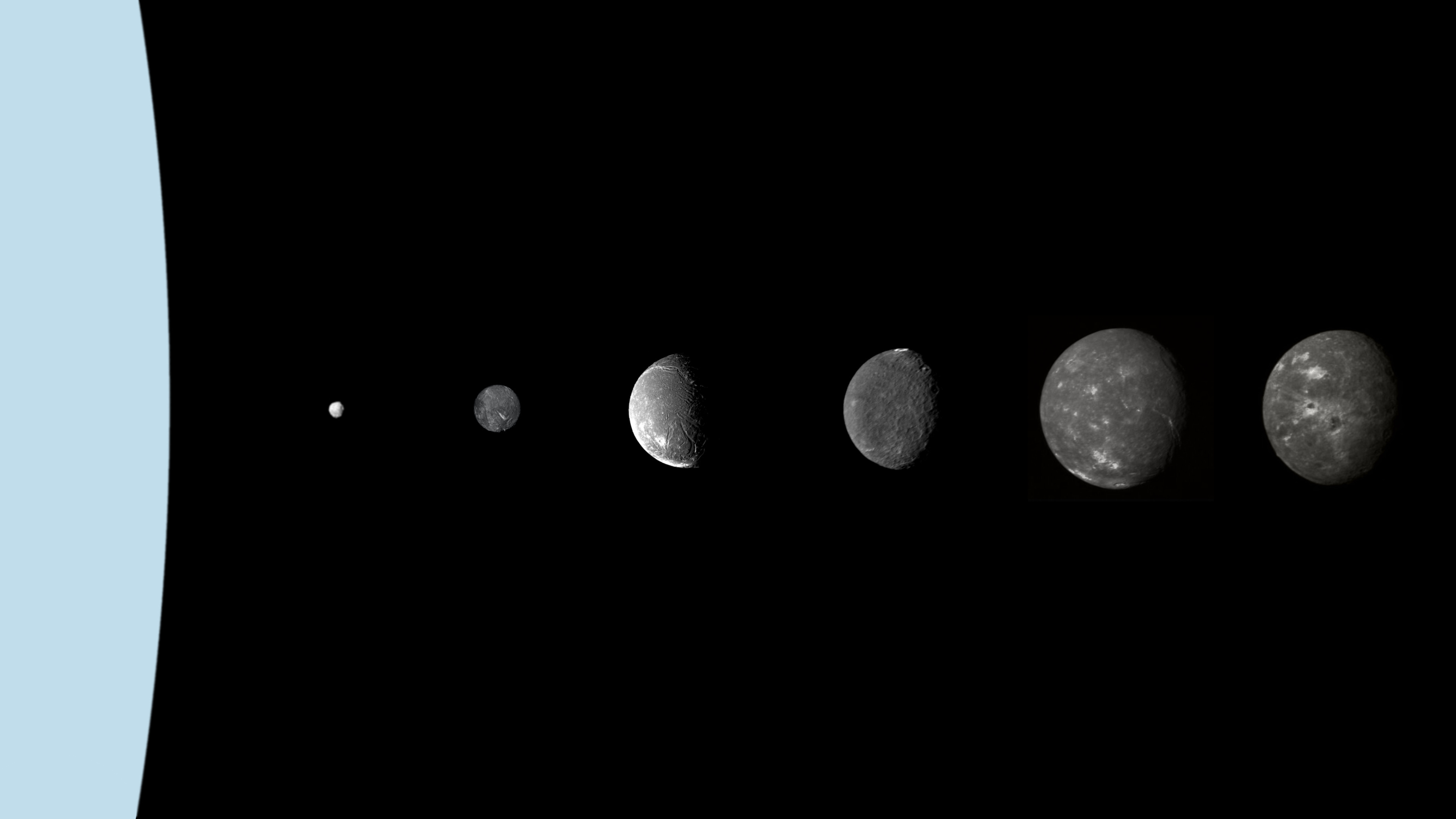
Uranus și șase din sateliții săi cei mai mari. De la stânga la dreapta: Puck, Miranda, Ariel, Umbriel, Titania și Oberon

Uranus are 27 de sateliți naturali cunoscuți. Numele acestor sateliți au fost alese dintre personajele din operele lui Shakespeare și Alexander Pope. Cei cinci sateliți principali sunt: Miranda, Ariel, Umbriel, Titania și Oberon. Masa totală a sateliților uranieni este cea mai mică dintre giganții gazoși; de fapt, masa combinată a celor cinci mari ar fi mai mică decât cea a lui  Triton, cel mai mare satelit al lui Neptun. Cel mai mare dintre sateliții lui Uranus, Titania, are o rază de numai 788,9 km, sau mai puțin de jumătate din raza Lunii, însă puțin mai mult decât Rhea, al doilea satelit ca mărime al lui Saturn. Sateliții lui Uranus au un albedo relativ scăzut, variind de la 0,2 pentru Umbriel la 0,35 pentru Ariel (în lumină verde). Sateliții sunt conglomerate de gheață-rocă alcătuite din aproximativ 50% gheață și 50% rocă. Gheața poate include amoniac și dioxid de carbon.
Dintre sateliții uranieni, suprafața lui Ariel pare a fi cea mai tânără (cu cele mai puține cratere) și a lui Umbriel cea mai veche. Miranda are canioane adânci de 20 de kilometri, straturi terasate și o variație haotică de zone de vârste și topografii variate. Se crede că activitatea geologică trecută a Mirandei a fost determinată de încălzirea mareelor într-un moment în care orbita sa era mai excentrică decât în prezent, probabil ca urmare a unei foste rezonanțe orbitale 3:1 cu Umbriel. Procese de rift asociate cu creșterea diapirelor sunt cauza probabilă  a originii coronei sale - zone extinse de fracturi paralele asemănătoare pistelor de curse. În mod similar, se crede că Ariel a avut o rezonanță 4:1 cu Titania.

### Inele planetare

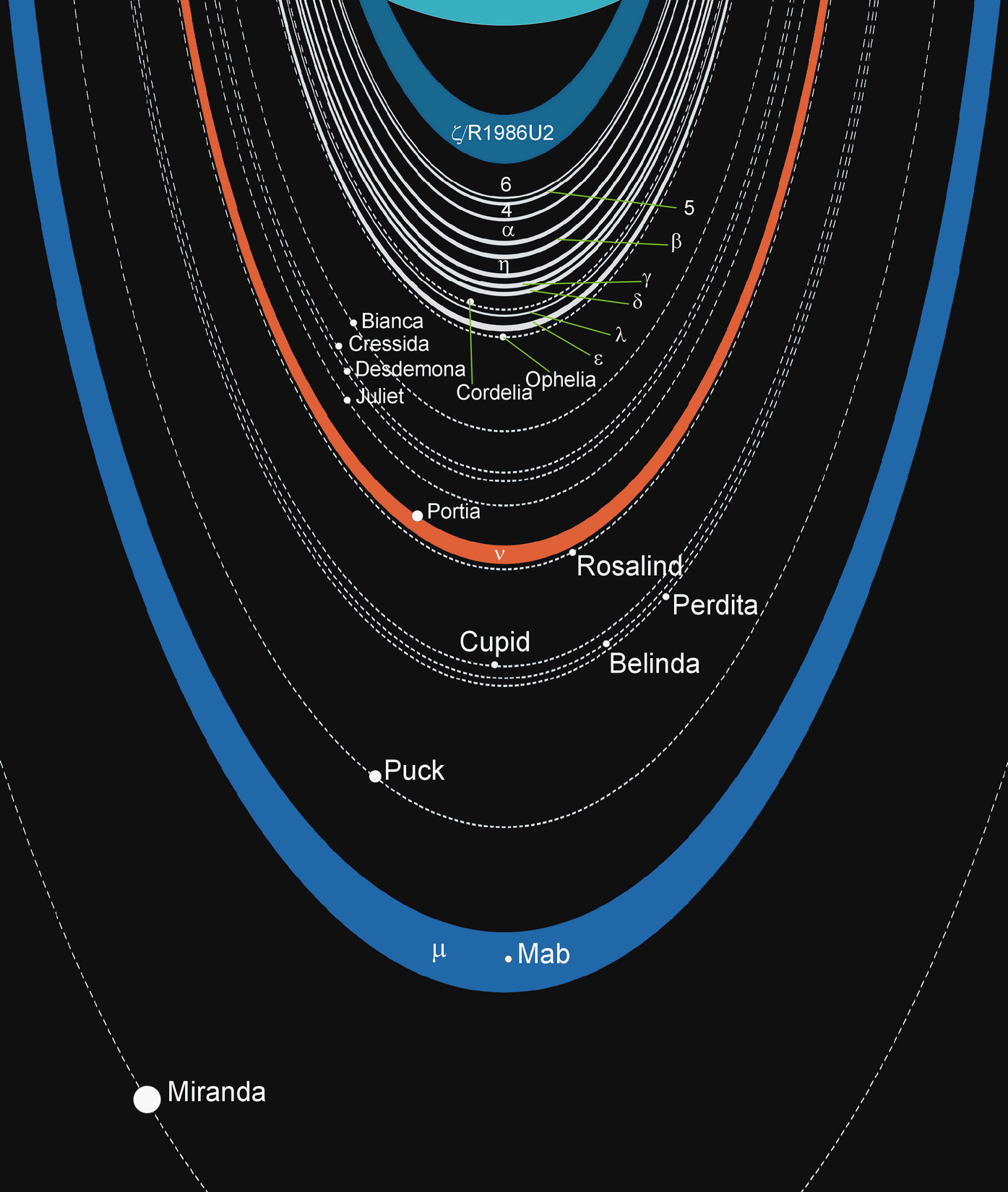
Uranus are un sistem de inele complicat; a fost al doilea astfel de sistem descoperit în Sistemul Solar după cel al lui Saturn.

Inelele uraniene sunt compuse din particule extrem de întunecate, care variază în mărime de la micrometri la o fracțiune de metru. În prezent sunt cunoscute treisprezece inele distincte, cel mai strălucitor fiind inelul ε. Toate inelele, cu excepția a două, sunt extrem de înguste – au de obicei câțiva kilometri lățime. Inelele sunt probabil destul de tinere; considerentele dinamicii indică faptul că nu s-au format odată cu Uranus. Materia din inele ar fi putut fi odată parte a unui satelit (sau sateliți) care a fost spulberată de impacturi de mare viteză. Din numeroasele  resturi care au rezultat ca urmare a acestor impacturi, doar câteva particule au supraviețuit, în zone stabile corespunzătoare pozițiilor inelelor actuale.
William Herschel a descris un posibil inel în jurul lui Uranus în 1789. Această observație este în general considerată îndoielnică, deoarece inelele sunt destul de slabe și, în cele două secole următoare, nici unul nu a fost remarcat de alți observatori. Cu toate acestea, Herschel a făcut o descriere exactă a dimensiunii inelului ε, a unghiului său față de Pământ, a culorii roșii și a modificărilor sale aparente pe măsură ce Uranus călătorea în jurul Soarelui.
Sistemul inelar a fost descoperit definitiv la 10 martie 1977 de James L. Elliot, Edward W. Dunham și Jessica Mink folosind Observatorul Aerian Kuiper. Descoperirea a fost întâmplătoare; au planificat să folosească ocultarea stelei SAO 158687 (cunoscută și sub numele de HD 128598) de către Uranus pentru a-i studia atmosfera. Când au analizat observațiile, au descoperit că steaua a dispărut rapid de cinci ori înainte și după ce a dispărut în spatele lui Uranus. Au ajuns la concluzia că trebuie să existe un sistem de inele în jurul lui Uranus. Ulterior au detectat patru inele suplimentare. Inelele au fost fotografiate direct când Voyager 2 a trecut de Uranus în 1986. Voyager 2 a descoperit, de asemenea, două inele slabe suplimentare, aducând numărul total la unsprezece.
În decembrie 2005, Telescopul spațial Hubble a detectat o pereche de inele necunoscute anterior. Cel mai mare este situat de două ori mai departe de Uranus decât inelele cunoscute anterior. Aceste inele noi sunt atât de departe de Uranus încât sunt numite sistemul de inele „exterior”. Hubble a observat, de asemenea, doi sateliți mici, dintre care unul, Mab , își împarte orbita cu cel mai exterior inel descoperit. Noile inele aduc numărul total de inele uraniene la 13. În aprilie 2006, imaginile noilor inele realizate de Observatorul Keck au dezvăluit culorile lor: cel mai exterior este albastru și celălalt, roșu. O ipoteză referitoare la culoarea albastră a inelului exterior este că este compus din particule minuscule de gheață de apă de pe suprafața lui Mab, care sunt suficient de mici pentru a împrăștia lumina albastră. În contrast, inelele interioare ale lui Uranus par gri.
Distanțele lor de la centrul planetei variază de la 39.600 km pentru inelul ζ la aproximativ 98.000 km pentru inelul µ. În timp ce primele zece inele ale lui Uranus sunt subțiri și circulare, al unsprezecelea, inelul ε, este mai strălucitor, excentric și mai larg, extinzându-se de la 20  km în cel mai apropiat punct de planetă până la 98 km în cel mai îndepărtat.

Inelele lui Uranus
Animație despre ocultarea descoperirii în 1977. (Faceți clic pe ea pentru a începe)
Sistemul de inele uranian
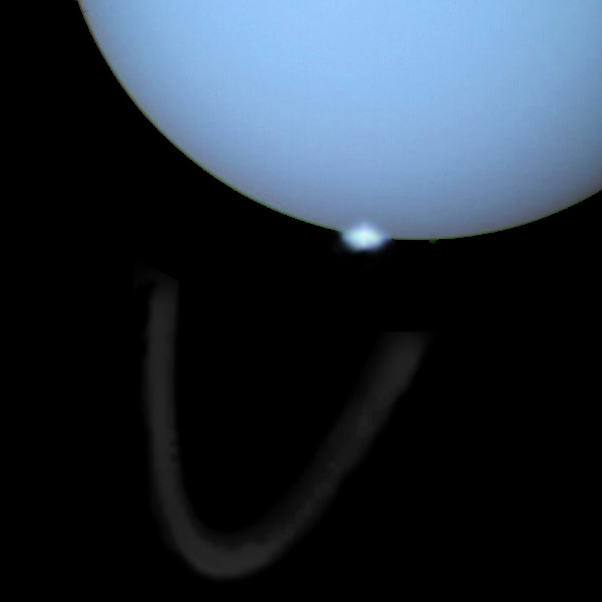
O aurora boreală a lui Uranus orientată spre inelele sale (Hubble, 2012)

## Explorare

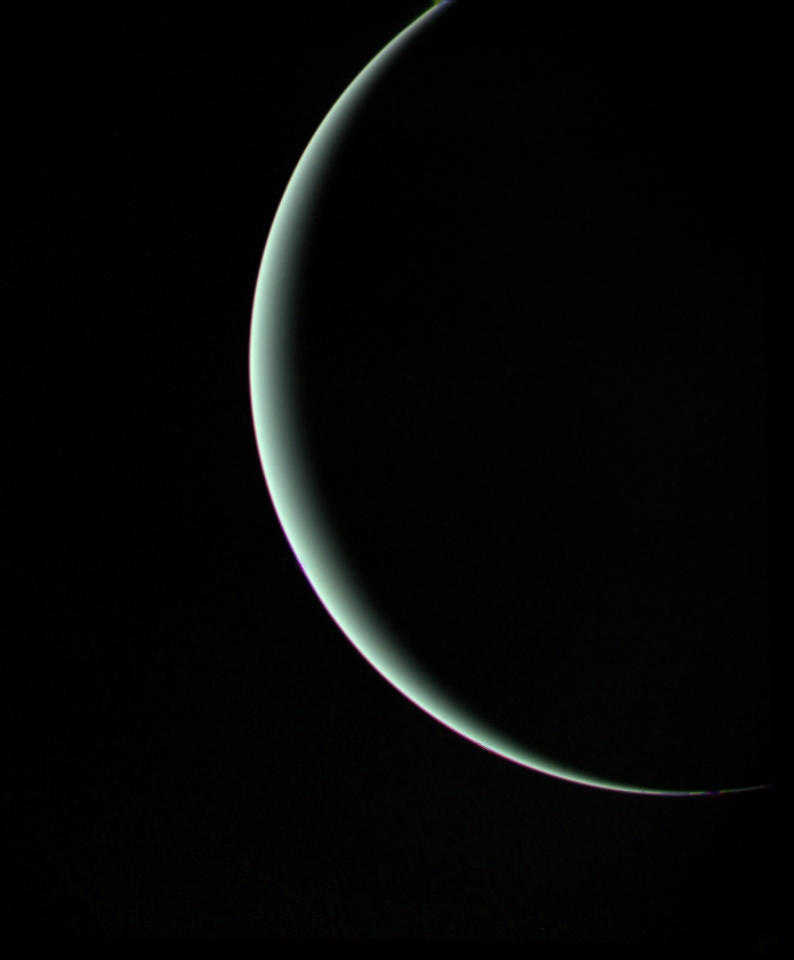
Uranus fotografiat de Voyager 2 în timp ce nava spațială era în drum spre Neptun

În noiembrie 1985, nava spațială interplanetară Voyager 2 a ajuns la Uranus. Acest survol rămâne singura cercetare a planetei efectuată de la distanță mică. Lansată în 1977, Voyager 2 s-a apropiat cel mai mult de Uranus la 24 ianuarie 1986, ajungând la 81.500 km de vârfurile norilor, înainte de a-și continua călătoria spre Neptun. Nava spațială a studiat structura și compoziția chimică a atmosferei lui Uranus, inclusiv vremea sa unică, cauzată de înclinarea sa axială de 97,77 °. A făcut primele cercetări detaliate ale celor cinci mari sateliți și a descoperit alți 10 sateliți noi. A examinat toate cele nouă inele cunoscute ale sistemului și a descoperit încă două inele. De asemenea, a studiat câmpul magnetic, structura sa neregulată, înclinarea sa și "coada magnetosferică" răsucitădatorită orientării unice a axei lui Uranus.
Voyager 1 nu a putut să-l viziteze pe Uranus, deoarece cercetarea lui Titan, satelitul lui Saturn, a fost considerată o prioritate. Această traiectorie a scos Voyager 1 din planul eclipticii, punând capăt misiunii sale științifice planetare.:118
Posibilitatea trimiterii navei spațiale Cassini de la Saturn la Uranus a fost evaluată în 2009  într-un plan de extindere a misiunii sondei, dar a fost în cele din urmă respinsă în favoarea distrugerii navei în atmosfera saturniană. Cassini ar fi avut nevoie de aproximativ douăzeci de ani pentru a ajunge la sistemul uranian.
În august 2004, Telescopul spațial Hubble a fost folosit pentru a observa planeta și a descoperit încă doi sateliți și două inele. Observațiile ulterioare făcute de telescoape de la sol au înregistrat imagini în infraroșu ale unui singur inel nou descoperit. Oamenii de știință sugerează că această diferență de observație indică o origine diferită pentru cele două inele nou descoperite. Exteriorul, nevăzut de observațiile terestre în infraroșu, s-ar fi format prin coliziunea asteroizilor de pe satelitul Mab, în timp ce interiorul ar fi compus din particule mai mici, asemănătoare prafului și cu o culoare roșie.

## Posibilitatea de a susține viața
Este foarte puțin probabil ca Uranus să poată găzdui forme de viață: având în vedere natura sa de gigant gazos, nu are o suprafață solidă definită. Chiar și atmosfera este inadecvată: dincolo de compoziția sa (hidrogenul, metanul și amoniacul sunt compuși prea simpli pentru a genera viață), are presiuni și temperaturi extreme. În partea superioară a atmosferei, temperaturile sunt foarte scăzute, în jur de 50 K (−223 ° C), iar acolo unde acestea devin favorabile, presiunea împreună cu lipsa luminii solare și, prin urmare, a unei surse de energie, împiedică procesele chimice avansate care stau la baza oricărei forme de viață.
Pentru sateliții planetei, întrebarea este diferită: dacă cel mai mare dintre ei posedă oceane de apă lichidă sub scoarța de gheață, așa cum se întâmplă pe sateliții lui Jupiter: Europa, Ganymede sau Titan, atunci colonii de organisme foarte simple s-ar putea forma în apropierea punctelor fierbinți termice de pe fundul mării.

## În cultură

Elementul chimic uraniu a fost numit după planeta Uranus.

Elementul chimic uraniu, descoperit în 1789 de chimistul german Martin Heinrich Klaproth, a primit numele după planeta Uranus descoperită cu opt ani mai devreme.
În astrologie, planeta Uranus () este planeta guvernatoare a Vărsătorului. Deoarece Uranus este cyan și este asociat cu electricitatea, culoarea albastru electric, care este apropiat de cyan, este asociată cu semnul Vărsătorului. În astrologie, Uranus reprezintă intuiția, inventivitatea, puterea de decizie și reînnoirile și schimbările în general. Uranus are domiciliul în Vărsător, exaltare în Scorpion, exil în Leu și cădere în Taur. În astrologia medicală, Uranus reglează sistemul nervos, glanda pituitară, meningele și măduva spinării. (vezi Uranus în astrologie).

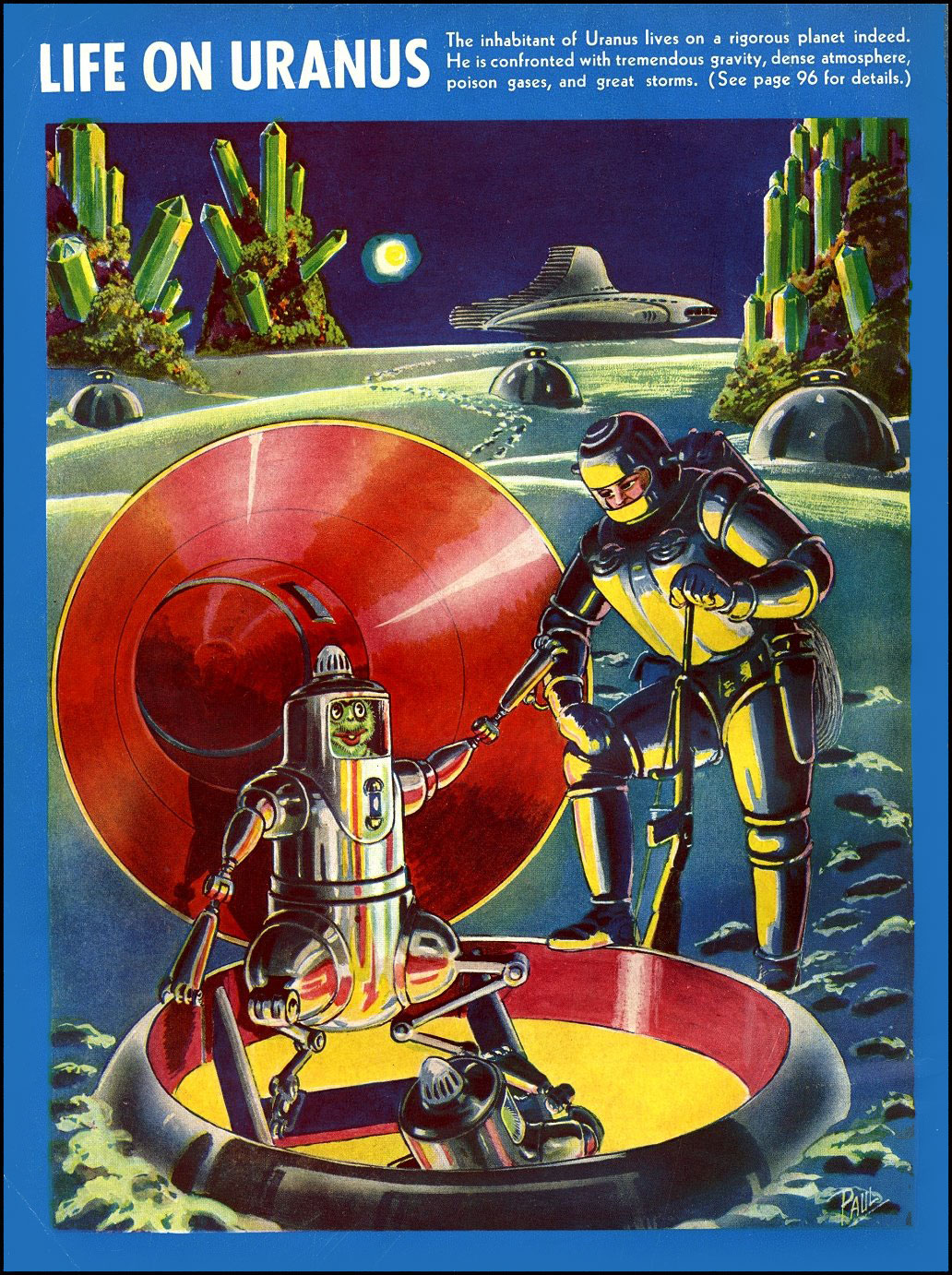
Coperta din Fantastic Adventurer, iunie 1940

Operațiunea Uranus a fost o operațiune militară de succes din Al Doilea Război Mondial de către Armata Roșie pentru a lua înapoi Stalingradul și a marcat punctul de cotitură în războiul terestru împotriva Wehrmachtului .
„Uranus, Magicianul” este o mișcare din suita orchestrală a lui Gustav Holst Planetele, compusă și scrisă de Holst între 1914 și 1916. În plus, sateliții lui Uranus Oberon, Miranda și Titania sunt menționate în piesa Astronomy Domine de Pink Floyd.
În poezia lui John Keats On First Looking into Chapman's Homer, cele două versuri „Then felt I like some watcher of the skies /When a new planet swims into his ken” („Apoi am simțit că sunt un observator al cerului/ Când o nouă planetă înoată în orizontul ei”), sunt o referință la descoperirea lui Uranus de către William Herschel. Știrile despre descoperirea lui Herschel au fost senzaționale, deoarece a fost prima „nouă” planetă descoperită din antichitate.
De la descoperirea sa, Uranus a apărut în multe lucrări de science fiction. De exemplu, a fost subiectul romanului de ficțiune Uranus de Ben Bova, scena episoduui The Daleks' Master Plan din serialul Doctor Who sau anumite niveluri din seria de jocuri video Mass Effect. Cu toate acestea, ea nu a inspirat doar science fiction. Astfel, Uranus este un roman de Marcel Aymé publicat în 1948 și adaptat pentru ecran 1990. Titlul romanului provine dintr-o anecdotă povestită de un personaj, profesorul Watrin: un bombardament i-a ucis soția într-o seară de august 1944 în timp ce el citea capitolul consacrat lui Uranus într-o lucrare astronomică și numele planetei îi evocă această amintire.
În seria anime și manga Sailor Moon, unul dintre Sailor Guardians este numit Sailor Uranus. Sailor Uranus nu apare în Sailor Moon decât la jumătatea seriei. Puterile ei sunt legate de cer și vânt și este unul dintre gardienii cărora li s-a dat sarcina de a proteja Sistemul Solar de amenințări externe.
În cultura populară în limba engleză, umorul este adesea derivat din pronunția obișnuită a numelui lui Uranus, care seamănă cu expresia „anusul tău”. Acest joc de cuvinte a influențat pronunția recomandată a planetei pentru a evita homonimia.